# Eumops underwoodi
Eumops underwoodi là một loài động vật có vú trong họ Dơi thò đuôi, bộ Dơi. Loài này được Goodwin mô tả năm 1940.